# Спас Дупаринов
Спас Иванов Дупаринов е политик от БЗНС.

## Биография
Роден е в село Чамшадиново (днес село Веринско) на 27 април 1892 година. От 1908 година е член на БЗНС. През 1913 година завършва право, като защитава докторат в Брюксел.
От 1918 до 1922 година е редактор на вестник „Земеделско знаме“. От 1922 до 1923 година е пълномощен министър в Чехословакия. През 1923 г. е назначен за министър на правосъдието.
След Деветоюнския преврат е арестуван близо до Свиленград, изтезаван и осъден на 3,5 години затвор. Не успява да ги излежи, защото е убит край село Вакарел на 10 ноември 1923 година.